# Santiago Mouriño
Santiago Mouriño, né le 13 février 2002 à Montevideo en Uruguay, est un footballeur uruguayen qui joue au poste de défenseur central au Villarreal CF.

## Biographie

### En club
Né à Montevideo en Uruguay, Santiago Mouriño est formé par le Racing Montevideo. Il joue son premier match en professionnel le 22 mai 2022, lors d'un match de championnat contre le CA Progreso. Ce jour-là il entre en jeu et son équipe l'emporte par deux buts à zéro.
En 2023, il est convoité par l'Atlético de San Luis au Mexique, River Plate en Argentine ainsi que par l'Atlético de Madrid en Espagne.
Le 6 juillet 2023, Santiago Mouriño rejoint l'Espagne afin de s'engager en faveur de l'Atlético de Madrid. Il signe un contrat de cinq ans, soit jusqu'en juin 2028 et le club uruguayen reçoit une indemnité de trois millions d'euros. Face à une concurrence nombreuse en défense à l'Atlético  et avec la perspective d'obtenir du temps de jeu, il est prêté un mois plus tard au Real Saragosse pour une saison,.
Le 27 août 2024, Santiago Mouriño quitte l'Atlético de Madrid, où il n'a joué aucun match, et s'engage pour un contrat de cinq ans, soit jusqu'en juin 2029, avec le Deportivo Alavés. Ce départ s'explique par la concurrence nombreuse dans la défense de l'Atlético et pour des raisons financières, le club madrilène pouvant ainsi amortir et officialiser le recrutement de Clément Lenglet. Le montant du transfert de Mouriño est évalué à 2 millions d'euros, l'Atlético de Madrid disposant d'une clause de rachat du contrat du joueur, estimée à 4 millions d'euros.
En juillet 2025, Mouriño suscite l'intérêt du Villarreal CF qui vient de perdre sur blessure son défenseur Logan Costa pour plusieurs mois. L'Atlético de Madrid active son option de rachat du joueur qui est ensuite immédiatement cédé à Villarreal contre une indemnité de 10 millions d'euros, l'Atlético conservant 20% des droits sportifs du joueur. Mouriño s'engage jusqu'en 2030 avec son nouveau club,.

### En sélection
En juin 2023, Santiago Mouriño est convoqué pour la première fois avec l'équipe nationale d'Uruguay par le sélectionneur Marcelo Bielsa mais il ne joue aucun match lors de ce rassemblement.

## Statistiques
| Saison                | Club                      | Championnat           | Championnat | Championnat | Championnat | Coupe(s) nationale(s) | Coupe(s) nationale(s) | Coupe(s) nationale(s) | Compétition(s) continentale(s) | Compétition(s) continentale(s) | Compétition(s) continentale(s) | Compétition(s) continentale(s) | Total | Total | Total |
| Saison                | Club                      | Division              | M.          | B.          | P.d.        | M.                    | B.                    | P.d.                  | Comp.                          | M.                             | B.                             | P.d.                           | M.    | B.    | P.d.  |
| 2022                  | Racing Club de Montevideo | Segunda División      | 15          | 0           | 0           | 2                     | 0                     | 0                     | -                              | -                              | -                              | -                              | 17    | 0     | 0     |
| 2023                  | Racing Club de Montevideo | Primera División      | 14          | 0           | 0           | -                     | -                     | -                     | -                              | -                              | -                              | -                              | 14    | 0     | 0     |
| Sous-total            | Sous-total                | Sous-total            | 29          | 0           | 0           | 2                     | 0                     | 0                     | -                              | -                              | -                              | -                              | 31    | 0     | 0     |
| 2023-2024             | Real Saragosse (prêt)     | Segunda División      | 28          | 1           | 0           | 1                     | 0                     | 0                     | -                              | -                              | -                              | -                              | 29    | 1     | 0     |
| 2024-2025             | Deportivo Alavés          | Liga                  | 25          | 0           | 1           | 2                     | 0                     | 0                     | -                              | -                              | -                              | -                              | 27    | 0     | 1     |
| 2025-2026             | Villarreal CF             | Liga                  | 1           | 0           | 0           | -                     | -                     | -                     | -                              | -                              | -                              | -                              | 1     | 0     | 0     |
| Total sur la carrière | Total sur la carrière     | Total sur la carrière | 83          | 1           | 1           | 5                     | 0                     | 0                     | -                              | -                              | -                              | -                              | 88    | 1     | 1     |

## Palmarès
Avec le Racing Club de Montevideo, Santiago Mouriño est champion de Segunda División en 2022.